# Fata Morgana (pel·lícula de 1965)
Fata Morgana és un thriller futurista català de 1965 dirigit per Vicente Aranda, protagonitzat per Teresa Gimpera i rodat a Barcelona. Es tracta d'una de les pel·lícules més representatives de l'inici de la denominada Escola de Barcelona, i va suposar el debut cinematogràfic de Gimpera i la primera pel·lícula en solitari d'Aranda. Aquest va adaptar un text de Gonzalo Suárez per a fer-ne el guió, que compta amb una gran quantitat de referents culturals propis de l'època en què es va realitzar.
La pel·lícula es va presentar al Festival de Canes de 1966 i posteriorment es va estrenar a Barcelona el 1967 i a Madrid el 1968.

## Argument
Els habitants d'una estranya Barcelona deserta estan marxant gradualment d'aquesta en grup a causa del pànic. La ciutat ha patit les conseqüències d'un futur distòpic, i només la mantenen amb vida unes quantes persones que encara s'atreveixen a seguir-hi vivint. Aquestes seran les víctimes d'un assassí en sèrie, i semblen sentir-se estranyament atretes pel seu executor. Només Gim, una famosa model publicitària amb una vida privilegiada, decideix enfrontar-se al seu destí, i es convertirà en el blanc perfecte d'un professor psicòtic que planeja segrestar-la.

## Repartiment
- Teresa Gimpera: Gim
- Marianne Benet: Miriam
- Marcos Martí: J.J.
- Antonio Ferrandis: el professor
- Alberto Dalbés: Álvaro
- Antonio Casas: Luis
- Glòria Roig: la dona del professor
- Francisco Álvarez: un dels nois
- Juan Sellás: un dels nois
- Antonio Oliver: un dels nois
- José Medina: un dels nois
- José María Seada: un dels nois
- Josep Castillo Escalona: assetjador de Gim